# Al-Musawwarat as-sufra
Al-Musawwarat as-sufra (arabisch المصورات الصفراء al-Musawwarāt as-sufrāʾ, DMG al-Muṣawwarāt aṣ-ṣufrāʾ, auch Musawwarat es Sufra; meroitisch Aborepi; altägyptisch jbrp, jpbr-ˁnḫ) ist der moderne Name eines großen Tempelkomplexes im heutigen Sudan.

## Lage
Der Ort liegt in der Butana rund 190 Kilometer nordöstlich von Khartum, rund 20 Kilometer nördlich von Naqa und rund 29 Kilometer südöstlich des Nils.

## Bedeutung
Es gibt wenige Siedlungsreste und nur einige nach-meroitische Gräber. Dies deutet an, dass der Ort eine rein religiöse Funktion hatte und vielleicht als Pilgerzentrum diente. Diese These wird durch die große Anzahl von Besucherinschriften gestützt, die man hier fand, darunter die bisher einzige lateinische Inschrift aus Nubien.
Schon 1960 bis 1968 führte die Humboldt-Universität zu Berlin Ausgrabungen unter der Leitung von Fritz Hintze durch. In den Jahren 1969–1970 wurde der Löwentempel unter der Leitung von Fritz Hintze und Karl-Heinz Priese rekonstruiert. Die archäologischen Arbeiten wurden im Jahre 1995 unter der Leitung von Steffen Wenig wieder aufgenommen. Von 2005 bis 2015 leitete Claudia Näser das Forschungsprojekt.
Gemeinsam mit Meroe und Naqa wurde Musawwarat es Sufra als Archäologische Stätten der Insel Meroe 2011 in die Liste des UNESCO-Welterbes aufgenommen.

## Löwentempel
Der Löwentempel ist ein rechteckiger, 14,21 m langer, 9,13 m breiter und 4,7 m hoher Tempel mit Pylon und sechs Säulen. Von König Arnekhamani errichtet und Apedemak gewidmet, enthält der Tempel Inschriften in ägyptischen Hieroglyphen und Darstellungen von Elefanten und Löwen sowie Reliefs von Apedemak, der als dreiköpfiger Gott auf den Außenwänden dargestellt ist.

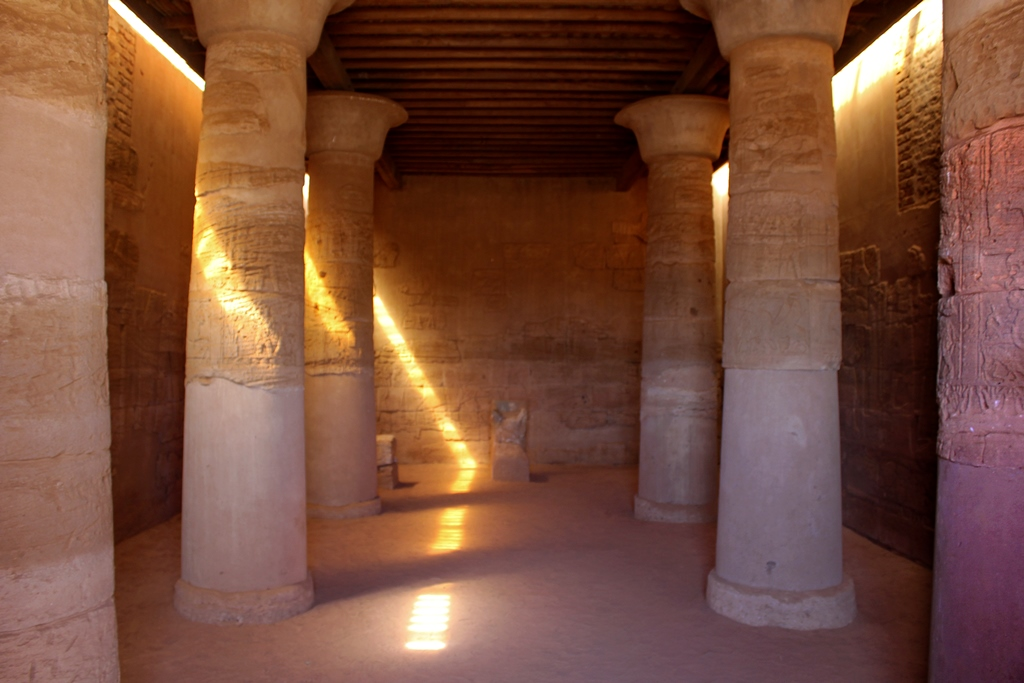
Im Innern des Löwentempels
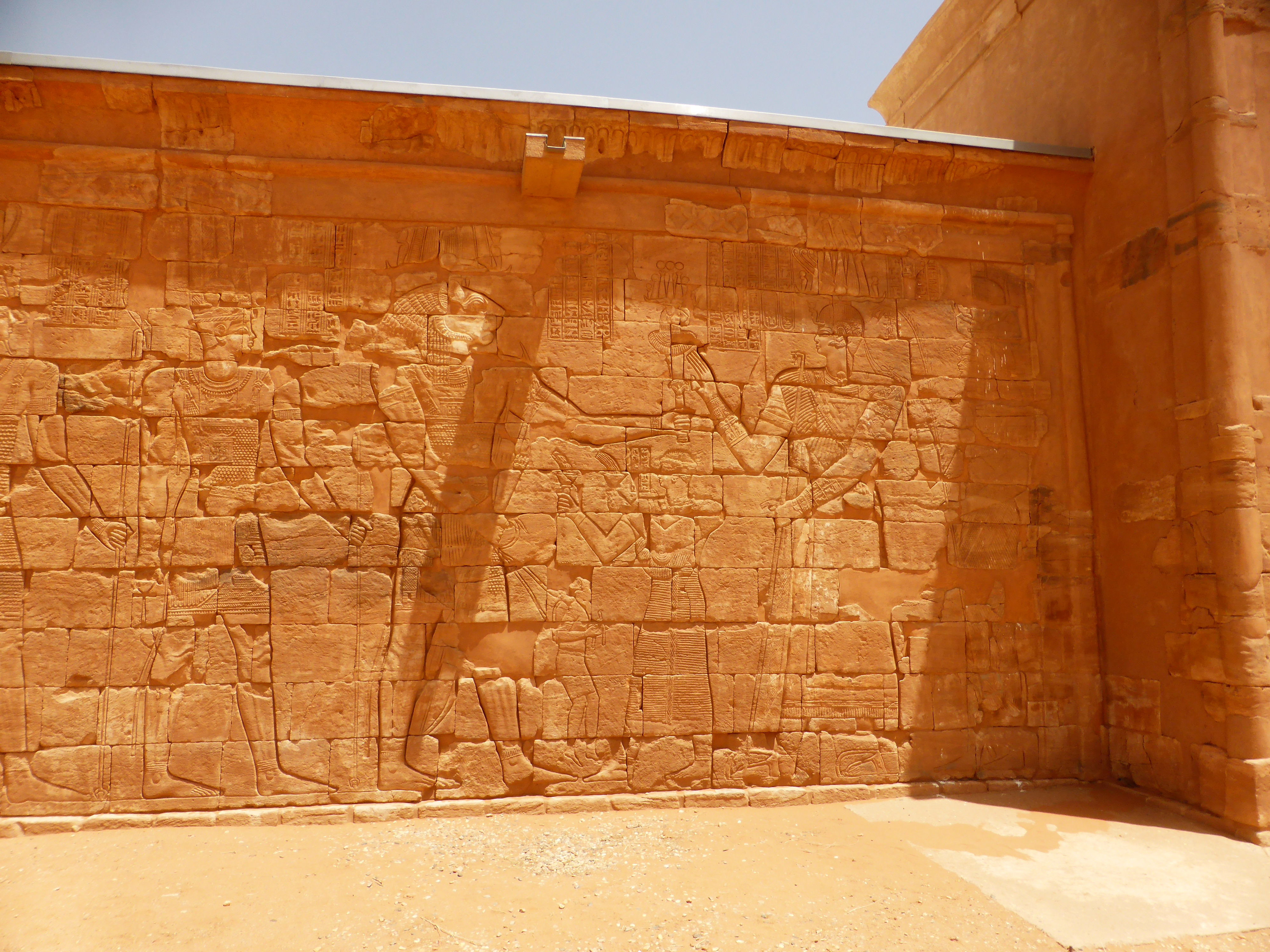
Relief des Apedemak

## Große Anlage
Die sogenannte Große Anlage ist ein Gewirr von Höfen, dessen Zentrum ein Tempel ist, der von Säulen umgeben wird. Daneben gibt es noch andere kleine Tempel. Der Tempel 300 wurde von zwei Kolossalfiguren geschmückt. Die meisten Mauern waren undekoriert. Es fanden sich viele Skulpturen von Elefanten. Die Wände der Anlage sind mit unzähligen antiken Graffiti und Besucherinschriften übersät.
Der Plan der Großen Anlage ist bisher ohne Parallelen in Nubien und Ägypten.

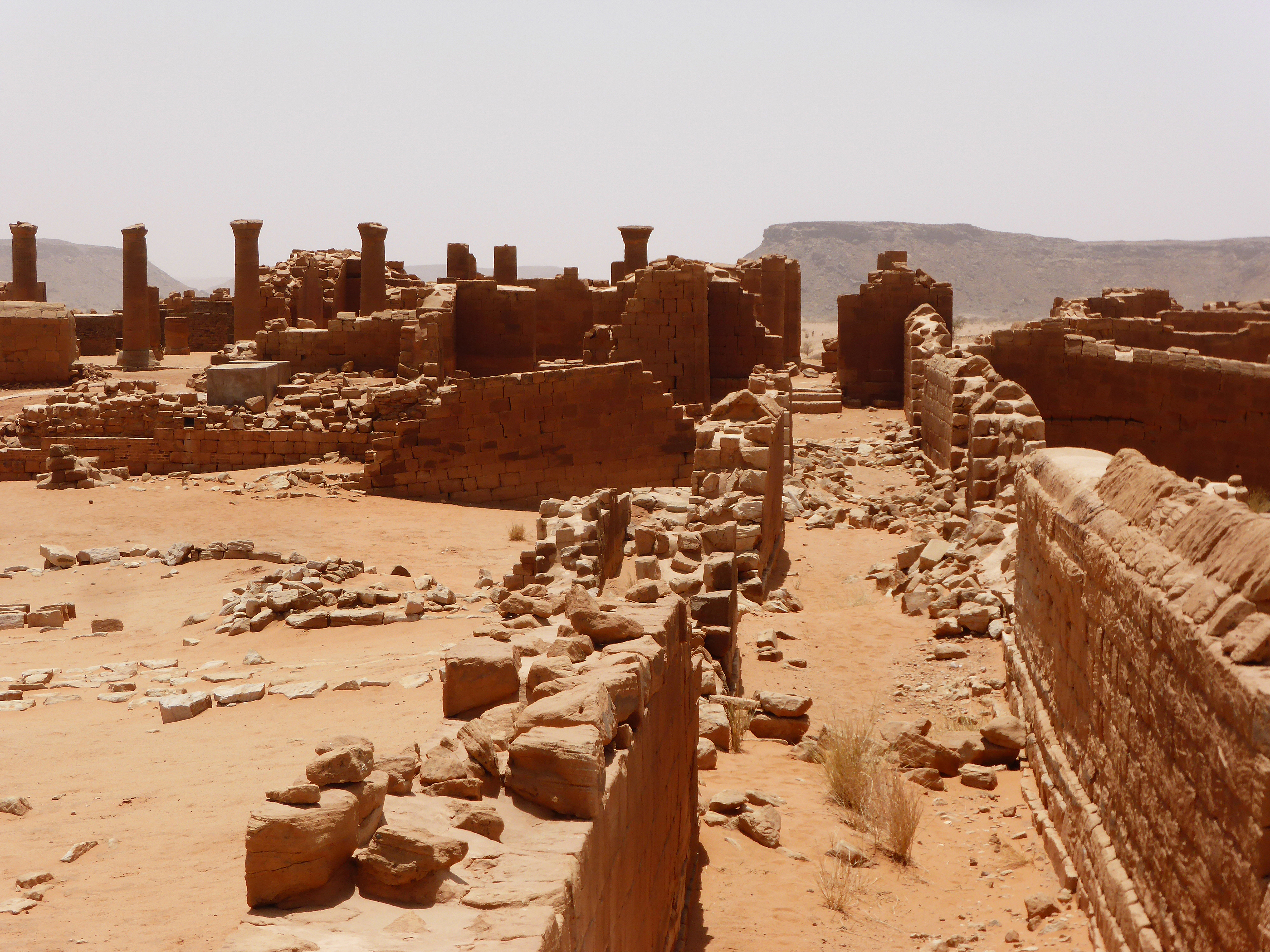
Die Große Anlage
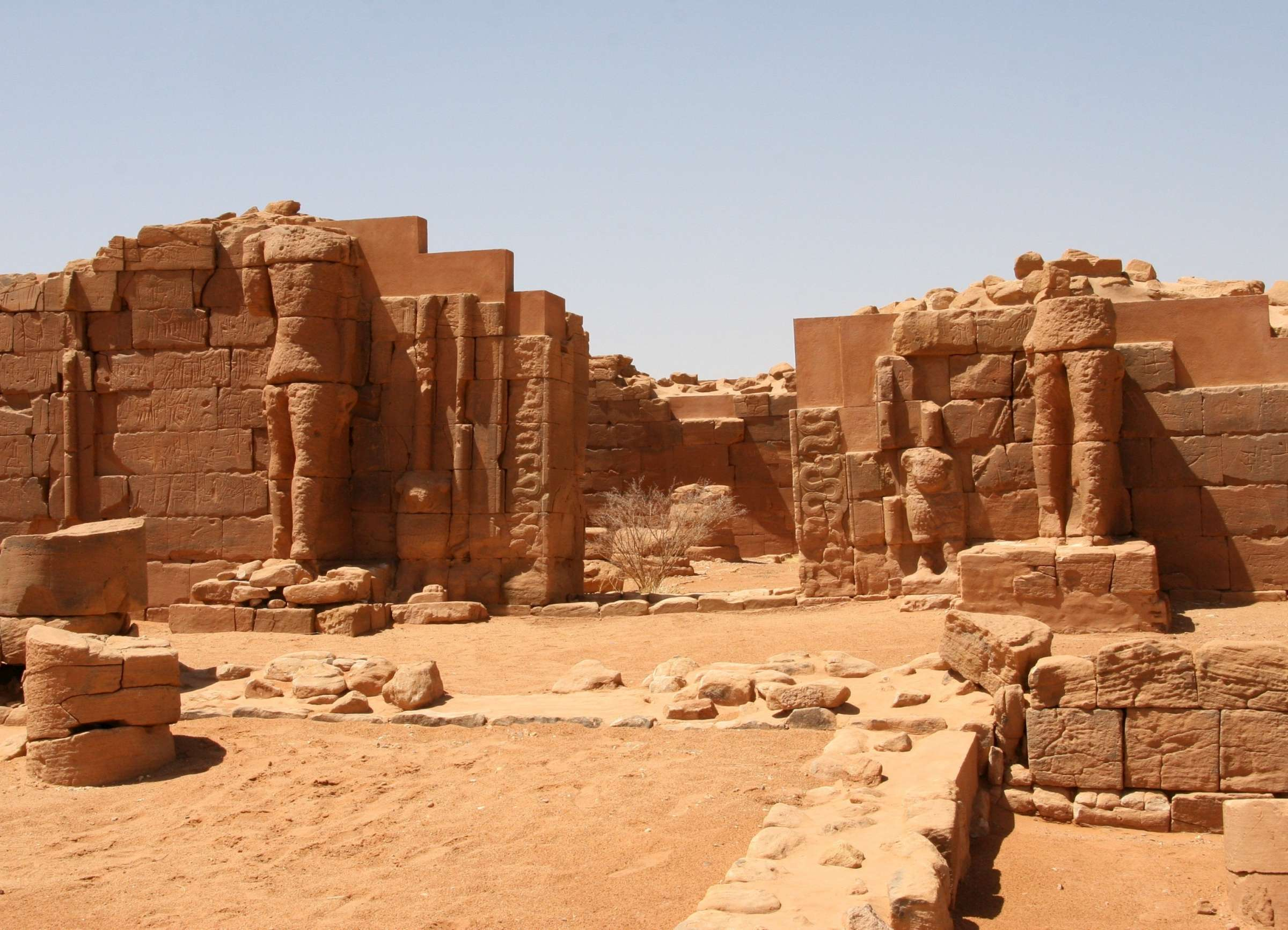
Ein Eingang zur Großen Anlage
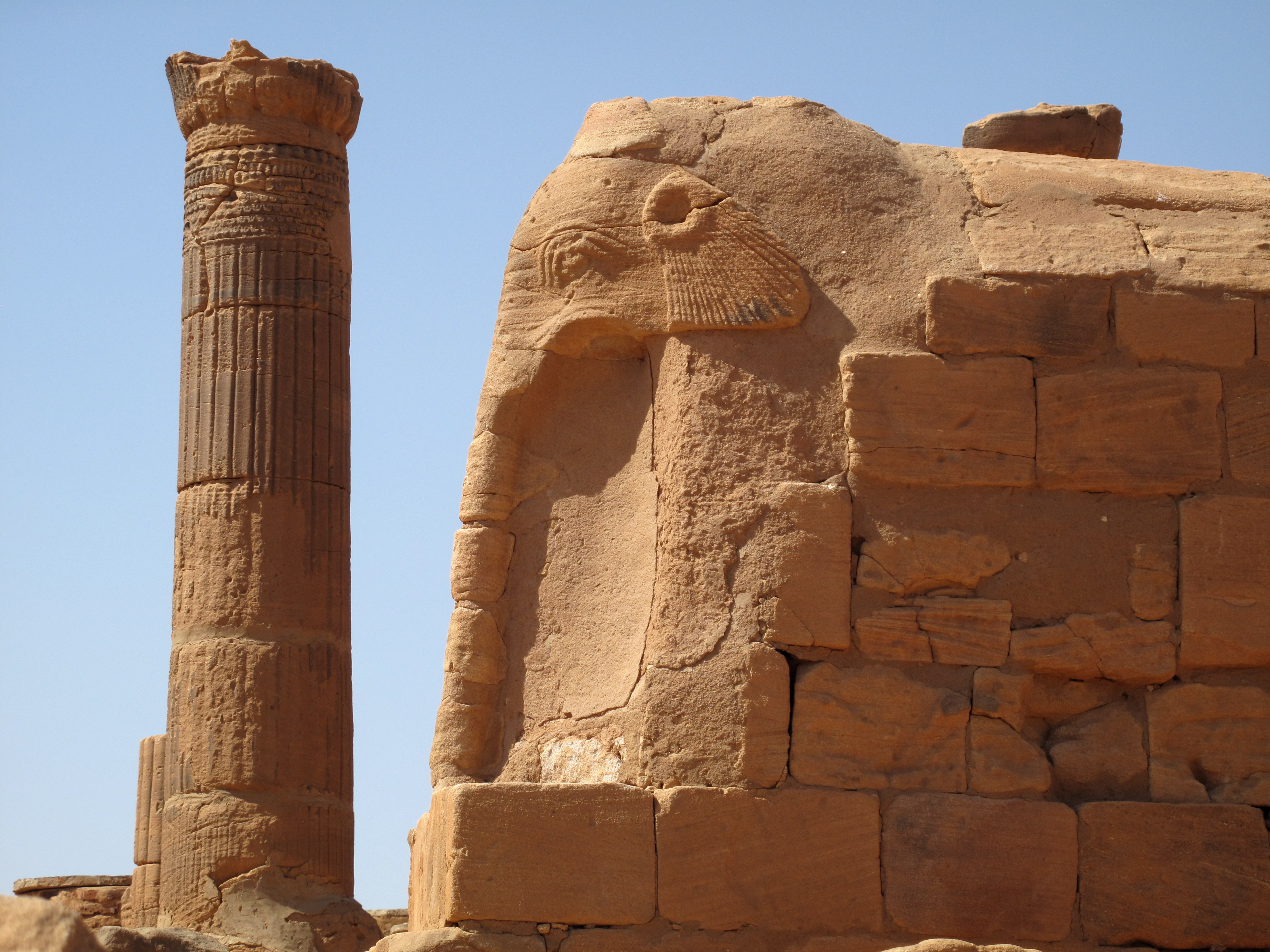
Statue eines Elephanten
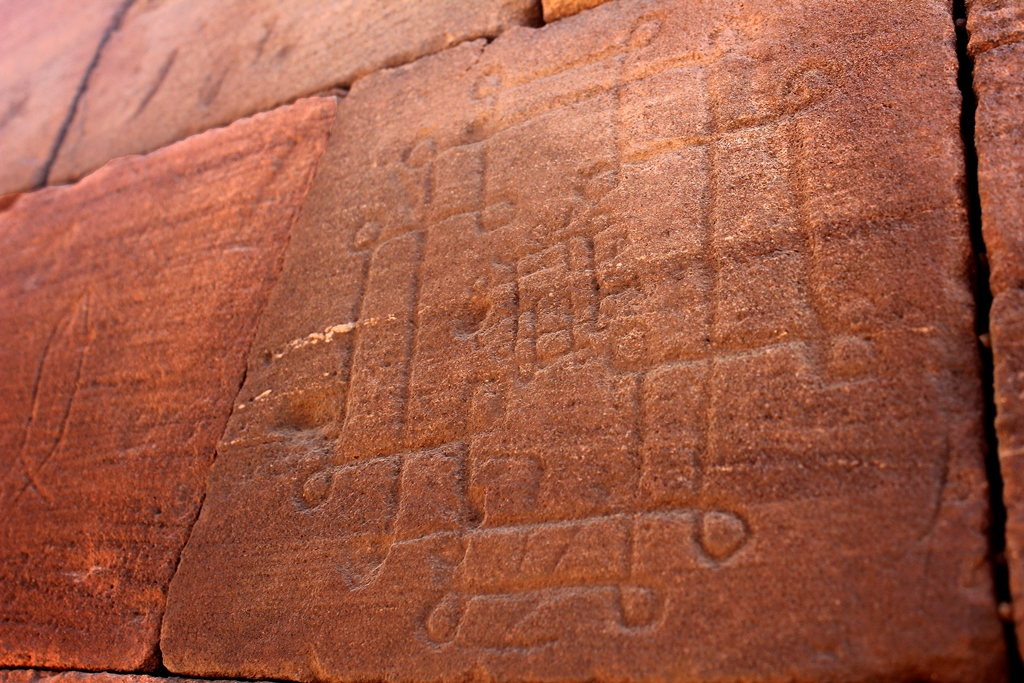
Wandgraffiti
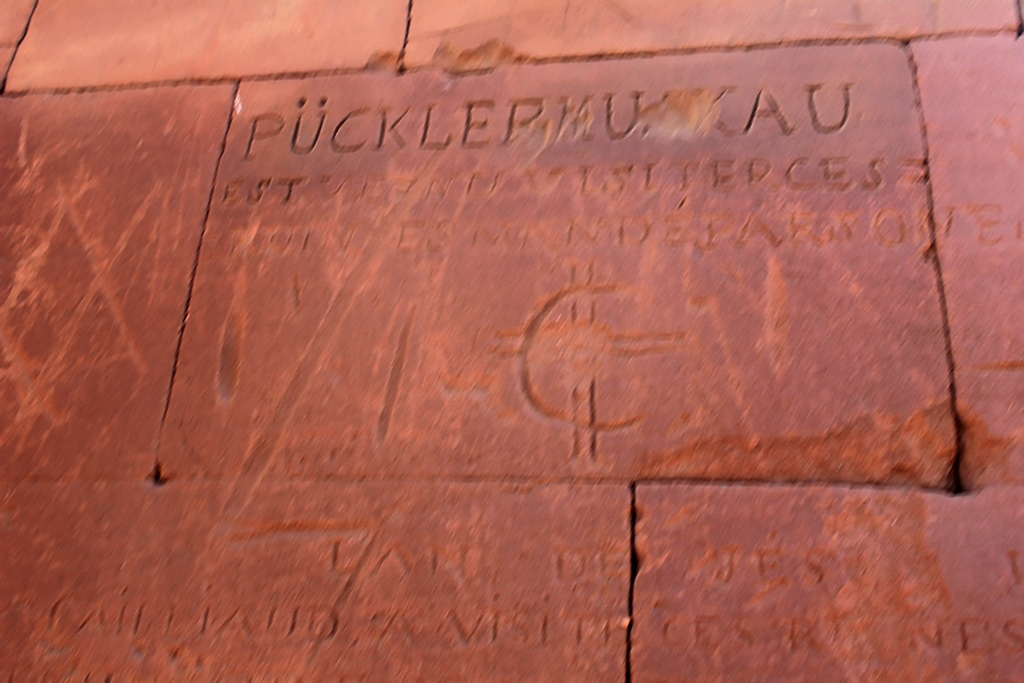
Graffiti von Hermann von Pückler-Muskau

## Großer Hafir
Der Große Hafir ist ein Wasserspeicher, um die Niederschläge der kurzen, nassen Jahreszeit zu speichern. Er hat einen Durchmesser von 250 m und wurde 6,3 m tief in den Boden ausgehoben.

## Dokumentarfilme
Die DEFA drehte 1966 unter der Regie von Götz Oelschlägel die dokumentarischen Kurzfilme Im Wüstencamp und Musawwarat, die die Ausgrabungen von Fritz Hintze filmisch begleiten.